# Султан-Ахмед Мірза
Султан-Ахмед Мірза (*1451 — 1494) — емір Мавераннахра в 1469—1494 роках.

## Життєпис
Походив з династії Тимуридів. Старший син Султан Абу-Саїда, еміра Мавераннахра і Хорасану. Його матір'ю була донька Орда Буга-тархана. Народився у 1451 році у Самарканді. У 1469 році після загибелі батька у війні з Ак-Коюнлу стає новим емір Мавераннахра. Втім йому не вдалося зберегти владу над Хорасаном, який було захоплено військами Ак-Коюнлу. Проте того ж року почалася боротьба за Герат між тимуридами Ягдар Мухаммедом Мірзою, що спочатку перейшов на бік Ак-Коюнлу, але незабаром став незалежним, та Хусейном Байкара. Султан-Ахмед спробував втрутитися у цю боротьбу, розраховуючи захопити Герат іХорасан, проте зазнав невдачі. У 1470 році фактично відмовився від панування там.
Невдовзі емір стикнувся з загрозою з боку своїх братів Султан-Махмуда Мірзи та Омар-шейха Мірзи II, що висунули свої претенції на володарювання в Мавераннахрі. У 1471 за допомогою релігійних діячів було укладено мир з братами, при цьому Султан-Ахмед поступився Омар-шейху II Ферганою з містом Андіжан, Султан-Махмуду — Хіссором, Термезом, Султан-Алі Бухарою, Абу-Бекр Мірзі Бадахшаном, Кундузом, Хутталаном. Сам Султан-Ахмед володів Самаркандом, Шашом, Сайрамом, Ходжендом.
У 1471 році за допомогою Ахмада Муштака, спробував захопити область Балха та Тохаристан. Втім зрештою обмежився залогою у Балху. Невдовзі почалася нова боротьба з братом Омар-шейхом II, в яку втрутився Юнус-хан, хан Могулістану. В результаті тривалої боротьби (відомо 4 військові кампанії), Султан-Ахмед та Омар-шейх II не здобули якогось успіху, а лише послабили себе. В результаті Султан-Ахмед вимушениц був у 1484 році поступитися Юнус-хану містами Шаш і Сайрам, Омар-шейх II фактично став васалом Могулістану. Проте водночас Султан-Ахмед зумів здобути Бухару, в результаті чого зміг встановити повну владу над центральною частиною Мавераннахра.
У 1487 році після смерті Юнус-хана Могустан знову розпався на західний та східний. Султа-Ахмед Мірза спробував відвоювати Шаш у Махмуд-хана, сина і наступника Юнус-хана, але зазнав поразки у цього. Шаш став ставкою хана Західного Могулістану.
У 1494 році після смерті брата Омар-шейха II султан-Ахмед зробив спробу негайно ж опанувати Ферганой, але помер близько Ура-Тюбе в ході військової кампанії в липны того ж рору, Фергана залишилася у володінні сина Омар-шейха — Бабура. В Самарканді наступником Султа-Ахмеда Мірзи став його брат Султан-Махмуд Мірза, скільки 2 сина еміра посерли в дитинстві (залишилися лише доньки).